# 埃施韦勒 (维尔茨)
埃施韦勒（德语、法语、卢森堡语：Eschweiler）是卢森堡北部的一个小镇，位于维尔茨县。 
埃施韦勒于2015年并入市镇维尔茨，此前埃施韦勒是一个独立的市镇。

## 旧市镇
埃施韦勒旧市镇由以下村庄组成： 
- 埃施韦勒
- Erpeldange
- Knaphoscheid
- Selscheid
- Eschweiler-Halte (称地)
- Klenghouschent (称地)